# Paroxyharma
Paroxyharma is een geslacht van vliesvleugeligen uit de familie Pteromalidae. De wetenschappelijke naam van dit geslacht is voor het eerst geldig gepubliceerd in 1993 door Huang & Tong.

## Soorten
Het geslacht Paroxyharma is monotypisch en omvat slechts de volgende soort:
- Paroxyharma rhomba Huang & Tong, 1993